# Романівська волость (Бердянський повіт)
Романівська волость — історична адміністративно-територіальна одиниця Бердянського повіту Таврійської губернії.
Станом на 1886 рік складалася з 12 поселень, 12 сільських громад. Населення — 8642 особи (4359 чоловічої статі та 4283 — жіночої), 1139 дворових господарств.
|                     | Площа, десятин | У тому числі орної, дес. |
| ------------------- | -------------- | ------------------------ |
| Сільських громад    | 58555          | 35135                    |
| Приватної власності | 1001           | 960                      |
| Казенної власності  | 1208           | 650                      |
| Іншої власності     | 720            | 706                      |
| Загалом             | 61484          | 37451                    |

Поселення волості:
- Романівка (Тогали) — колонія болгар при річці Лозуватка за 40 верст від повітового міста, 813 осіб, 119 дворів, молитовний будинок, 2 цегельних заводи.
- Банівка (Сарайли Аргин) — колонія болгар при річці Обитічній, 753 особи, 79 дворів, молитовний будинок, школа.
- Вячеславка (Ягонда-Шекли) — колонія болгар при річці Лозуватка, 956 осіб, 122 двори, молитовний будинок, школа, лавка, щорічний ярмарок.
- Гюнівка (Кахнас) — колонія болгар при річці Чокрак, 596 осіб, 79 дворів, школа.
- Диянівка (Кичкине-Бескели, Аслагши) — колонія болгар при річці Лозуватка, 593 особи, 73 двори, молитовний будинок.
- Зелене (План-он-Еки) — колонія болгар при річці Лозуватка, 912 осіб, 122 двори, молитовний будинок, школа, 2 лавки.
- Інзівка (Орманчи) — колонія болгар при річці Лозуватка, 1145 осіб, 161 двір, молитовний будинок, школа.
- Мануйлівка (Аргакли) — колонія болгар при річці Корсак, 710 осіб, 92 двори, православна церква, школа, 2 лавки, цегельний завод.
- Маринівка (Кичкин-Бескекли) — колонія болгар при річці Лозуватка, 648 осіб, 97 дворів, православна церква, школа.
- Радолівка (Калач-1) — колонія болгар при річці Чокрак, 592 особи, 69 дворів, молитовний будинок.